# Gorilla Bathes at Noon
Pour plus de détails, voir Fiche technique et Distribution.
Gorilla Bathes at Noon est un film germano-yougoslave réalisé par Dušan Makavejev, sorti en 1993.

## Fiche technique
- Titre français : Gorilla Bathes at Noon
- Réalisation : Dušan Makavejev
- Scénario : Dušan Makavejev
- Costumes : Marina Vukasovic-Medenica
- Photographie : Miodrag Milošević et Aleksandar Petkovic
- Montage : Vuksan Lukovac
- Musique : Brynmor Jones
- Pays d'origine : Yougoslavie / Allemagne
- Format : Couleurs - 35 mm - 1,37:1 - Mono
- Genre : comédie
- Durée : 83 minutes
- Dates de sortie :
  -  Yougoslavie : 11 février 1993
  -  Allemagne : 11 février 1993 (Berlinale 1993)

## Distribution
- Svetozar Cvetkovic : Lazutkin
- Anita Mancic : Miki Miki / Lenin
- Alexandra Rohmig : l'allemande
- Petar Bozovic : Trandafil
- Andreas Lucius : policier
- Eva Ras : mère de Miki Miki
- Davor Janjic : clochard
- Zoran Ratkovic : clochard
- Suleyman Boyraz : turc
- Natasa Babic-Zoric : madame Schmidt
- Aleksandar Devic : dealer
- Alfred Holighaus : journaliste

## Sélection
- Berlinale 1993 : sélection hors compétition et prix FIPRESCI de la Berlinale